# Sześćdziesiątkowy system liczbowy
Sześćdziesiątkowy system liczbowy – pozycyjny system liczbowy o podstawie 60. Był używany w Babilonie ok. 1750 p.n.e., skąd dotarł do Europy. Babilończycy zapożyczyli system od Sumerów. Arabscy astronomowie używali w atlasach i tabelach zapisu przejętego od Ptolemeusza, który był oparty na ułamkach o podstawie sześćdziesiąt. Również europejscy matematycy używali początkowo tej konwencji przy operacjach na ułamkach (np. Fibonacci). 
Obecnie układ sześćdziesiątkowy jest używany w związku z jednostkami czasu. Godzina dzieli się na 60 minut, minuta na 60 sekund. Również powszechnie spotyka się układ sześćdziesiątkowy przy podawaniu miar kątowych, a zwłaszcza szerokości i długości geograficznej. Historycznie stosowano zarówno dla jednostek czasu, jak i kątów tercję – 1/60 część sekundy, oraz kwartę – 1/3600 część sekundy. Zaletą układu sześćdziesiątkowego jest podzielność liczby 60 przez 2, 3, 4, 5, 6, 10, 12, 15, 20, 30 oraz 60. Ułamki mają wtedy formę liczb całkowitych. Dla przykładu, jeśli chce się ułożyć rozkład jazdy autobusów, gdzie pojazd kursuje 3 razy w ciągu godziny, otrzyma się praktyczne i wygodne liczby np.: 7:00, 7:20, 7:40, 8:00 itd. W układzie dziesiątkowym miałoby się do czynienia zamiast tego z 7,0; 7,333333333… itd.
Z układem sześćdziesiątkowym jest blisko powiązany dwunastkowy system liczbowy, a więc układ pozycyjny o podstawie 12.
|    | 1  | 2  | 3  | 4  | 5  | 6  | 7  | 8  | 9  |
|    |    |    |    |    |    |    |    |    |    |
| 10 | 11 | 12 | 13 | 14 | 15 | 16 | 17 | 18 | 19 |
|    |    |    |    |    |    |    |    |    |    |
| 20 | 30 | 40 | 50 |    |    |    |    |    |    |
|    |    |    |    |    |    |    |    |    |    |

Dalsze przykłady:
 = 129,  = 122 oraz  = 62.